# Norman Lowrey
Norman Eugene Lowrey (* 1944) ist ein US-amerikanischer Komponist, Aktionskünstler und Musikpädagoge.
Norman Lowrey studierte an der Eastman School of Music und ist Kompositionsschüler von Pauline Oliveros. Er ist Professor für Musik und Leiter des Musikdepartments an der Drew University in Madison.
Mit Förderung der Geraldine R. Dodge Foundation initiierte er 1994 gemeinsam mit Cynthia Poten das Projekt River Sounding, bei dem Künstler unter dem Eindruck der Klänge und Stille des Delaware River Werke schufen. An dem Projekt beteiligten sich die Maler Doug und July Alderfer-Abbot, der Komponist David Dunn, die visuellen Künstler Alan Gussow und Nura Petrov und die Dichterin und Filmemacherin Cecilia Vicuna.
Bekannt wurde Lowrey vor allem mit seinen Singing Masks, Masken aus Holz und Keramik, in die Flöten, Rasseln und andere Musikinstrumente integriert sind, so dass jede Maske eine eigene Stimme hat. Sie wurden u. a. im New Jersey State Museum ausgestellt. Aufführungen mit den Masken fanden u. a. im Plan B in Santa Fe, im Lincoln Center in New York und im  The Deep Listening Space in Kingston/New York statt. 

## Werke
- ImpRov(ing)isation für Cello und Singing Masks, 2011
- Remember, Dream a Singing Mask Ceremony mit Sound/Video Dreamscape von Norman und Ezra Lowrey, 2011
- OneMany (OM)für Singing Masks, ElectroniK und Orchester, 2010
- Mysterium Magnum: Singing Mask Dreamsong Meditations, Video-Zeremonie für Singing Masks, Electronik und Orchester, 2009
- Onieroscape für Singing Masks und Electronik, 2009
- Imp/Rov(ing)isation für Singing Masks und Electronik, 2008
- In Whirled (Trance)Formations für virtuelle Singing Masks, 2006
- Orchestrophonia für mechanische Musikinstrumente und Orchester, 2006
- Into the Deep (Dreaming) für Singing Masks, Surround-Soundscape und Elektronik, 2006
- We Are Dreaming This: Transtemporal Dreaming für Singing Masks, Video, Surround-Soundscape und Elektronik, 2005
- Private Prayers/Public Rituals: For Peace für Singing Masks, Soundscape und Electronik, 2005
- Private Prayers/Public Rituals für Singing Masks, Soundscape und Electronik, 2004
- DreamWeaving für Singing Masks, Soundscape und Electronik, 2001
- Invocation: Morning Walk With Buddha BigEars für Singing Mask, Soundscape und Electronik, 2001
- RiverSoundMind für Singing Masks, Soundscape und Electronik, 2001
- In Parallel: Dreaming Into Alternate Universes für Singing Masks, Surround-SoundScape, Erzählung und Bewegung, Texte von Fred Alan Wolf, 2001
- ReVoicings für Singing Masks, Stimme und Elektronik, 2000
- Spirit Talk: Conversations with the Singing Masks für Singing Masks, Vogel- und Flussklänge und Elektronik, 2000
- Spirit Dreams: Stories of the Singing Masks für Singing Masks, Narrator, Flussklänge und Elektronik, 2000
- Dreaming W...(ave)(edge) Gate from dream, 1996
- Into the River of Longest Night: Celebrating Winter Solstice für vier Flöten, vier Hörner, Xylophon, Erzähler und Flussklänge, Text von Theodore Roethke, 1995
- riverdream through us A Listening Ceremony in Seven Dreamings für Singing/Listening Masks, Flussklänge, Zuhörer und Ausführende, 1995
- from Scripture of the Lotus Blossom of the Fine Dharma für Stimmen und Flussklänge, 1995
- Spirit Dream A Mask Performance/Ceremony, 1993
- To Hear a World..., 1992
- Out of the Wasteland, Tanzmusik, 1991
- Interface Music for the Dance, 1989
- whisperswithin, Tanzmusik, 1988
- The Water Dances Music for the Dance, 1988
- Voices of Possibility - Music and masks for dance, 1987
- Music to Selected Sonnets of William Shakespeare für Sopran und Orchester, 1985
- Inside Out, A Journey to the Spirit World, Theaterstück mit Masken und Musik, 1985
- Inua Yua (Image's Person), 1984
- The White Canoe (A Ceremony of Transformation) für Masken, Sprecher und Gamelan, 1984
- Inventing Voice für Masken und Gamelan. 1983
- The Origin of Winter Holidays Ceremony, 1982
- The Origin of Flute/Masks Ceremony, 1982
- How Moon Acquired Phases Ceremony, 1982
- Shamanic Voices für keramische Skulptur, Musik, Choreographie, Videoband und Erzählung, 1980–81
- Earth Song für keramische Skulptur, Musik, Erzählung und Videoband, 1978–79
- Dance Reflections für Violine, Sopran, Altblockflöte, Erzähler und Klavier, 1979
- Trumantra für fünf Trompeten, Tonband und Publikum, 1978
- Waves für Solotrompete, Erzähler und präpariertes Tonband, Texte von Virginia Woolf, 1976–77
- Breaking Open für Frauenchor und Orchester, 1976
- A Child's Christmas in Wales Setting für Erzähler und Orchester, Text von Dylan Thomas, 1974